# Nachal Betarim
Nachal Betarim (hebrejsky נחל בתרים) je vádí v jižním Izraeli, v severní části Negevské pouště.
Začíná v nadmořské výšce necelých 500 metrů, ve vrchovině Giv'ot Lahav severozápadně od beduínského města Lakija. Severně odtud začíná rozsáhlý uměle vysazený lesní komplex Ja'ar Lahav. Vádí směřuje k jihu kopcovitou polopouštní krajinou a míjí rozptýlené beduínské osady. Ze západu obchází pahorek Ketef Betarim. Podchází dálnici číslo 60. Stojí tu průmyslová zóna Omer a dál k jihu vádí probíhá po západním okraji města Omer. Zde ústí poblíž archeologické lokality Tel Be'er Ševa zprava do vádí Nachal Chevron, východně od tělesa dálnice číslo 40.
V roce 2002 došlo na vádí Nachal Betarim k přívalovému dešti, který způsobil škody v průmyslové zóně Omer. Vádí bylo pak v úseku proti proudu doplněno o vodohospodářské úpravy a plochy vegetace s cílem vytvořit protipovodňový efekt.